# Aeschnosoma forcipula
Aeschnosoma forcipula là loài chuồn chuồn trong họ Corduliidae. Loài này được Hagen in Selys mô tả khoa học đầu tiên năm 1871.